# Vómito
El vómito o, coloquialmente, el devuelto —en medicina la emesis—, es el resultado de la expulsión violenta y espasmódica del contenido del estómago a través de la boca. Aunque posiblemente se desarrolló evolutivamente como un mecanismo para expulsar del cuerpo venenos ingeridos, puede aparecer como síntoma de muchas enfermedades no relacionadas con estos, ni siquiera con el estómago (gastritis), como puede serlo una patología cerebral u ocular. 
La sensación que se tiene justo antes de vomitar (pródromo) se llama náusea (también llamada coloquialmente arcada, ansia, fatiga o angustia, dependiendo de la región) que puede preceder al vómito o también puede aparecer aislada. 
Los medicamentos llamados antieméticos pueden ser necesarios para la supresión de la náusea y el vómito. Los eméticos (Psychotria ipecacuanha o emetina) ya no se usan desde la generalización del lavado gástrico, pues al provocar el devuelto, el ácido clorhídrico del estómago o el tóxico ingerido dañan el esófago (por dos veces en la ingesta de cáusticos con lesiones bastantes graves ya difícilmente remediables después).
También se entiende por vómito aquello que se vomita (quimo).

## Mecanismos

### Centro del vómito
La emesis está controlada por el centro del vómito en la formación reticular del bulbo raquídeo. Ésta puede recibir señales de  estimulación de varios orígenes, a saber:
- En el cuarto ventrículo del cerebro existen unos quimiorreceptores que pueden accionarse por sustancias presentes en la sangre, pues están situados antes de la barrera hematoencefálica. Estos quimiorreceptores son de varios tipos: dopamina D2, serotonina 5-HT 3, opioides, acetilcolina y de sustancia P. Así pues son varias las sustancias que pueden originar la estimulación de estos, originando cada cual una vía de activación. Se cree que la sustancia P está involucrada en todas ellas, como etapa final.[4]
- El sistema vestibular en el oído, que comunica con el cerebro a través del nervio craneal VIII, llamado vestibulococlear. Es la vía implicada en la cinetosis.
- El nervio craneal X (nervio vago), que actúa cuando la faringe es irritada.
- Sistema nervioso vagal y entérico, responsables de transmitir alteraciones de la mucosa gastro-intestinal.

### Acto de la emesis

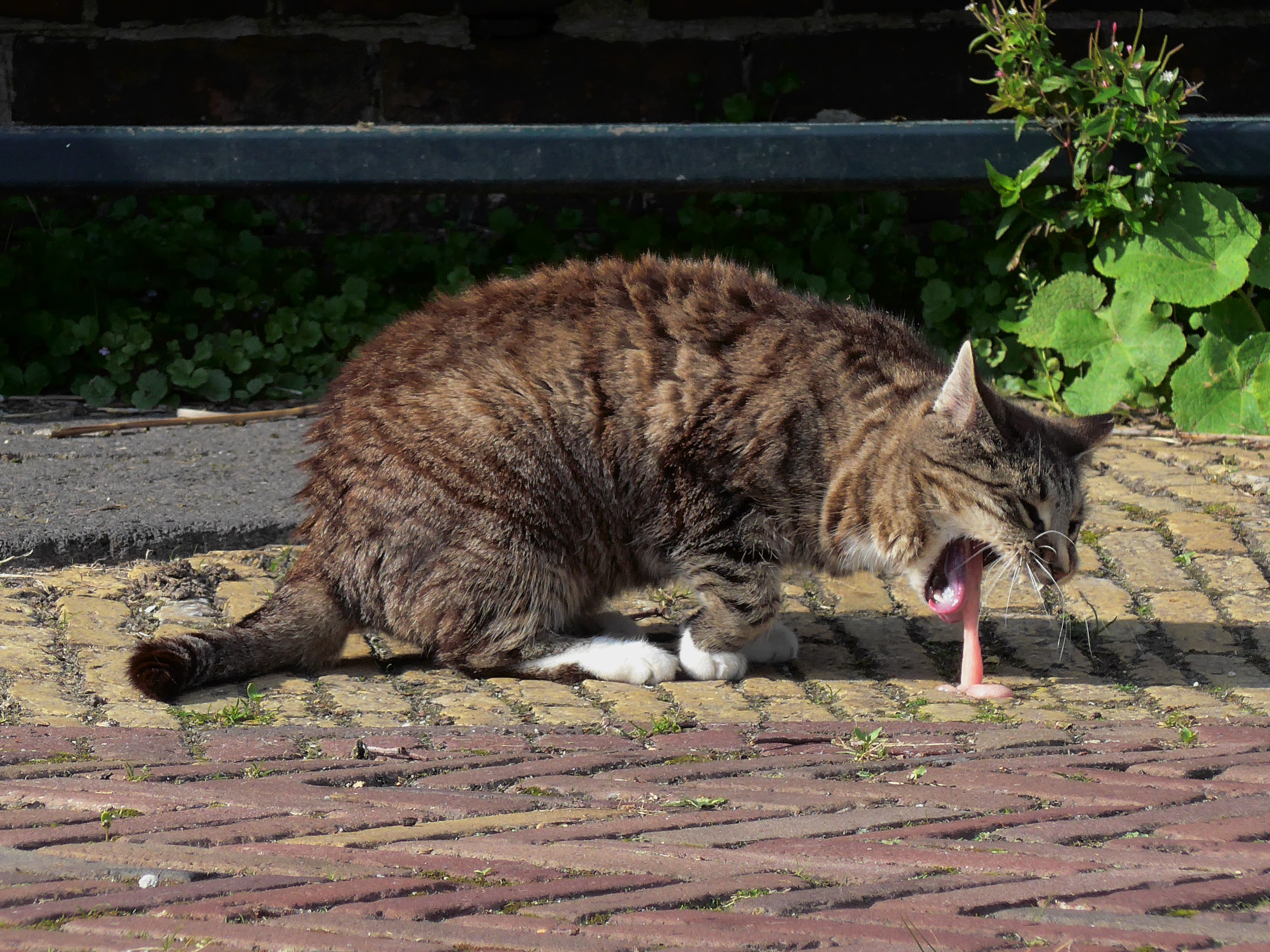
Gato vomitando.

Es un acto complejo que incluye tres acciones básicas sincronizadas, todas ellas con origen en el bulbo: acción motora, acción nerviosa parasimpática y acción nerviosa simpática.
- El sistema nervioso (S.N.) parasimpático induce al incremento de la salivación.
- Peristalsis inversa. A partir de la zona media del intestino delgado, se hace circular en sentido invertido al contenido intestinal, a través del esfínter pilórico ya relajado.
- Descenso de la presión intratoracica, a causa de una inspiración forzada con la glotis cerrada. En combinación con el aumento de presión intraabdominal a causa de la contracción de la musculatura abdominal, ocasiona el ascenso del quimo por el esófago sin necesidad de peristaltismo por esta zona. El esfínter esofágico se relaja. Todo esto forma parte de la respuesta motora.
- El S.N. simpático hace aumentar el ritmo cardíaco y provoca sudoración.

Aunque no está totalmente definido el papel de los neurotransmisores en la regulación del vómito, clásicamente se han empleado con éxito inhibidores de la dopamina, histamina y serotonina para suprimir el vómito.

## Contenido
El contenido gástrico expulsado es fuertemente ácido ya que contiene ácido clorhídrico (HCl), pudiendo también contener restos de comida. El contenido de la emesis puede ser útil en la clínica para orientar el diagnóstico. Se denomina hematemesis al vómito que presenta sangre fresca. Vómito bilioso es el nombre del vómito que contiene bilis producto de la contracción duodenal en caso de estar acompañado por arcadas muy fuertes. El vómito fecaloideo se caracteriza por contener restos oscuros, putrefactos y de mal olor a causa de una obstrucción intestinal o de una fístula gastrocólica.
Si las arcadas y los reflejos asociados al devuelto prevalecen por largos periodos de tiempo sin expulsión de contenido gástrico alguno, se conoce a esta condición como emesis no productiva.
Coloración
- Rojo brillante sugiere una hemorragia digestiva alta, como la del esófago en pacientes cirróticos o bien por varices esofágicas.
- Rojo oscuro sugiere una hemorragia digestiva estomacal, como la producida por una úlcera gástrica. Pudiera también ser indicio de cáncer gástrico.
- Marrón o negro sugiere una hemorragia digestiva alta menos severa en la cual la sangre se ha mezclado con el ácido clorhídrico estomacal el tiempo suficiente para ser parcialmente degradada. Es síntoma de enfermedades como la fiebre amarilla o bien producto de gastritis erosiva o úlcera péptica.
- Amarillo sugiere la presencia de bilis, indicando una apertura del píloro y que la bilis está fluyendo hacia el lumen estomacal desde el duodeno (relativamente común en ancianos). En este caso deja en la boca un sabor extremadamente amargo.
- Verde si bien en algunos casos pudiera ser bilis, por lo general es un síntoma de alarma ya que pudiera ser signo de obstrucción intestinal.

## Complicaciones

### Aspiración de la emesis
El vómito puede provocar la asfixia si alcanza las vías respiratorias en cantidad suficiente. Por lo general, en individuos normales esto es muy infrecuente, pero en personas con estados de consciencia disminuidos es un riesgo grave y tangible. Esto ocurre en intoxicaciones alcohólicas, por anestésicos u opiáceos, o en personas intoxicadas con pérdida de conocimiento. La postura lateral de seguridad puede evitar la asfixia en el caso de que una persona inconsciente devuelva.

### Deshidratación y desequilibrio de electrolitos
Si se vomita de forma continuada, los niveles corporales de agua y electrolitos disminuyen y pierden el equilibrio. Esto puede provocar situaciones muy diversas y de distinta gravedad según el grado de la alteración. La deshidratación y los desequilibrios electrolíticos son más frecuentes en niños y ancianos.

### Presencia de sangre
La emesis con sangre recibe el nombre de «hematemesis». Este puede producirse por distintas lesiones del aparato digestivo, que pueden ir desde la boca hasta el píloro.

## Causas

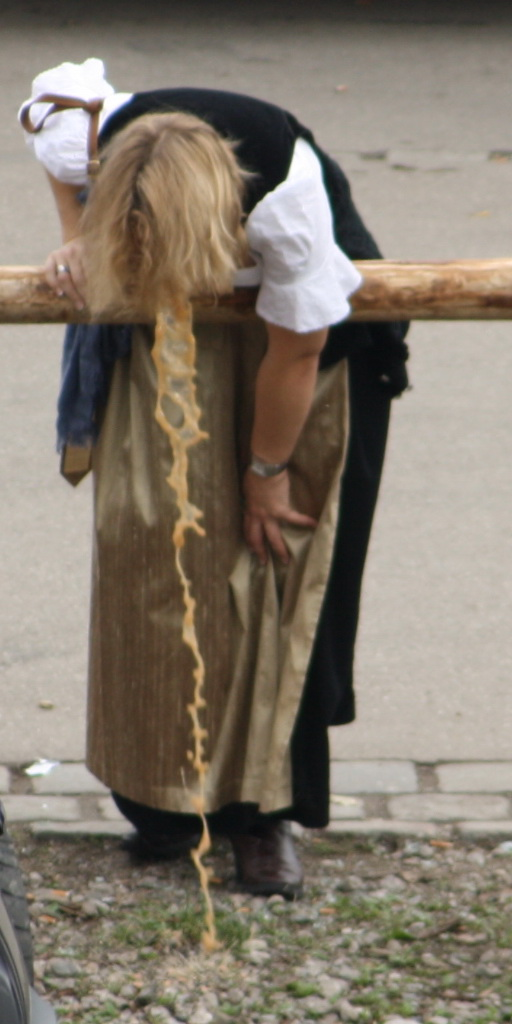
Mujer vomitando después de consumir mucho alcohol.

Son muchas y muy variadas las situaciones que pueden provocar el vómito, por lo que suele ser conveniente un diagnóstico diferencial. A modo general, se encuentran:
- Desórdenes digestivos: en casos de gastritis, úlcera péptica, enfermedad celíaca,[5] sensibilidad al gluten no celíaca,[6] estenosis pilórica, íleo intestinal, entre otros.
- Sistema nervioso y sentidos: cinetosis, hemorragia cerebral, conmoción cerebral, intoxicaciones, migraña o cefalea intensa.
- Alergias, en especial con alergia a alimentos.
- Cáncer
- Primera etapa del embarazo.
- Otros: desórdenes alimentarios, vómito postoperatorio, altas dosis de radiaciones y consumo excesivo de alcohol (el responsable de ello es el acetaldehído).
- Infección.
- Diabetes tipo 1 y 2 nivel de azúcar en la sangre la glucosa.
- Hipercolesterolemia.
- Niveles de triglicéridos muy elevados.
- Hígado graso.

## Efectos que produce

### Boca
El ácido clorhídrico en la boca produce:
- Pérdida del esmalte dentario en la cara interna de los dientes. Por tanto, aumento en la producción de caries.
- Daños en las encías, el paladar y la garganta, produciendo inflamación de los mismos. Las manos u otros elementos introducidos para estimular el vómito pueden provocar heridas en la garganta y el paladar, que en ocasiones llegan al sangrado.

Glándulas salivares: Suelen aumentar de tamaño, en especial las parótidas, como consecuencia de la acción de devolver. El resultado es un rostro de aspecto regordete.

### Alteraciones hidroelectrolíticas
- Potasio (K): La pérdida del mismo en sangre se produce a través de la emesis porque el jugo gástrico que se pierde es muy rico en potasio. La disminución del potasio en la sangre afecta el funcionamiento del corazón, ocasionando arritmias cardíacas que pueden llevar a la muerte por paro cardíaco.
- Sodio (Na): Por el uso de vómitos y laxantes. Así como por una mala alimentación. La reducción de sodio en sangre produce disminución de la presión arterial y mareos.
- Magnesio (Mg): Por utilizar laxantes, diuréticos o ambos combinados, así como por devolver. Su pérdida en sangre ocasiona debilidad muscular, hormigueos y calambres.
- Agua (H2O): Se pierde agua a través de los vómitos y como consecuencia del uso de laxantes y diuréticos solos o combinados. Se hace evidente, especialmente cuando la ingesta de líquidos es reducida. La pérdida de agua y electrolitos genera deshidratación.

### Aparato digestivo
- Esófago: Se puede irritar (esofagitis) como consecuencia del paso del ácido clorhídrico en forma reiterada. Ruptura esofágica si la frecuencia del vómito es muy alta. También reflujo gastro-esofágico, o lo que es lo mismo el pasaje espontáneo del contenido gástrico hacia el esófago.
- Estómago: Gastritis, debido a la pérdida del moco que protege la mucosa gástrica del ácido clorhídrico. Como consecuencia pueden producirse vómitos de sangre. También podría haber protrusión de la parte superior del estómago por encima del diafragma dando origen a una hernia hiatal.

### Aparato cardiovascular
Disminución de la presión arterial por la pérdida de líquido y sodio; aumento de las pulsaciones cardíacas o taquicardia y aparición de arritmias cardíacas como consecuencia de la pérdida de potasio, calcio y magnesio.
- Aparato respiratorio: Bronquitis por microaspiración o neumonías aspirativas, especialmente si el vómito se provoca en estado de alteración de la conciencia.
- Aparato urinario: Daños en el funcionamiento de los riñones como consecuencia de la deshidratación. También son frecuentes las infecciones urinarias y la producción de cálculos o arenilla.
- Manos: Callosidades y erosiones, o lastimaduras en los nudillos de los dedos, o en el sitio de roce contra los dientes, cuando se utiliza la mano para provocar el devuelto.

## Tratamiento
Se emplean antieméticos, que reducen las náuseas y la frecuencia de la emesis. Son ampliamente usados de forma concomitante con citostáticos y anestésicos opioides, y como alivio sintomático en casos de cinetosis. Cuando el vómito ha sido frecuente es recomendable la ingestión abundante de líquidos. Si no fuera posible, es necesario fluidoterapia con suero.
En otras ocasiones es necesario provocar el vómito, por ejemplo en el caso de una intoxicación reciente, antes de que sea absorbida. Se emplea jarabe de ipecacuana, una preparación extemporánea que contiene cefelina y emetina. Es muy importante tener en cuenta que cuando la conciencia de un individuo está comprometida (desorientación, estupor...) no se debe provocar el vómito por el alto riesgo de asfixia. Tampoco debe hacerse si la sustancia es corrosiva (un ácido o base fuerte como la soda cáustica) o es un derivado del petróleo. 
En caso de presentar náuseas de manera poco constante, se recomienda utilizar compresas frías en zonas como: muñecas, cuello, detrás de las rodillas e incluso en la cara. También es recomendable consumir pequeñas cantidades de hielo. Sin embargo, si los síntomas y náuseas persisten lo más recomendable es acudir a un doctor de manera inmediata.